# 纳尔科斯
纳尔科斯（英語：Dinarchus，前361年—前291年）。古希腊雅典的阿提卡演说家。为科林斯人（并非雅典公民），他并无在公民大会上发言的权利。他为他人撰写了许多演说辞，其中有60余篇在奥古斯都时代尚为人知。现存其署名的《诉德摩斯提尼》、《诉阿里斯多基同》以及《斥腓罗克莱斯》等三篇演说辞。他曾客居卡尔基斯15年，公元前292年返回家乡。